# Kayuapak
Kayuapak is een bestuurslaag in het regentschap Sukoharjo van de provincie Midden-Java, Indonesië. Kayuapak telt 3648 inwoners (volkstelling 2010).